# 블랙 스완 (영화)
《블랙 스완》(Black Swan)은 대런 애러노프스키 감독의 2010년 심리 스릴러 영화이다. 뉴욕시티컴퍼니 발레단이 새롭게 준비하고 있는 표트르 차이콥스키의 백조의 호수 공연의 타이틀 롤을 맡게 되는 발레리나 니나의 심리적 갈등을 그려냈다.
83회 아카데미영화상 시상식에서 내털리 포트먼이 여우 주연상을 수상한다. 편집 소프트웨어 중 하나로 모카 프로가 사용되었다.

## 줄거리
뉴욕 시티 발레단의 젊은 무용수 니나 세이어스는 전 발레 무용수였던 지나치게 보호적인 어머니 에리카와 함께 산다. 무용단은 표트르 차이콥스키의 백조의 호수로 시즌을 시작한다. 현 프리마 발레리나 베스를 은퇴시킨 후, 예술 감독 토마스 르로이는 순수하고 연약한 백조 오데트와 관능적이고 어두운 흑조 오딜의 1인 2역을 맡을 새로운 무용수를 찾고 있다고 발표한다. 니나는 오디션을 보고 오데트 역으로 완벽한 연기를 보여주지만, 오딜 역을 제대로 표현하지 못해 토마스에게 퇴짜를 맞는다.
다음 날, 니나는 토마스에게 재고해 달라고 부탁한다. 그가 강제로 키스하자 니나는 그를 물고 사무실을 뛰쳐나간다. 나중에 니나는 자신이 주연을 맡게 되었다는 사실에 놀란다. 새 시즌을 기념하는 무도회에서 만취한 베스는 니나가 토마스에게 역할을 얻기 위해 성적인 편의를 제공했다고 공개적으로 비난한다. 다음 날, 니나는 베스가 차에 치였다는 소식을 듣는다. 토마스는 그녀가 자살을 시도했다고 생각한다. 니나는 병원에서 베스를 방문하고 그녀의 다리 부상을 보고 괴로워한다. 그녀는 다시는 춤을 출 수 없게 될 것이 분명하다.
리허설 동안 토마스는 니나에게 자신과 신체적으로 비슷하지만 니나가 부족한 거리낌 없는 특성을 가진 신인 릴리를 관찰하라고 말한다. 니나는 환각을 겪고 등에서 긁힌 자국을 발견한다. 어느 날 밤, 에리카의 반대에도 불구하고 니나는 릴리의 술자리 초대에 응한다. 릴리는 니나에게 메틸렌디옥시메스암페타민 캡슐을 권하고 니나는 마지못해 받아들인다. 술에 취한 채 니나는 바에서 남자들과 릴리에게도 추파를 던진다. 둘은 나이트클럽에서 춤을 춘 후 니나의 아파트로 돌아가 섹스를 한다. 다음 날 아침, 니나는 혼란스러운 상태로 혼자 깨어나 리허설에 늦었음을 깨닫는다.
리허설에서 니나는 릴리가 오딜 역을 춤추는 것을 보고 자신들의 성적인 만남에 대해 추궁한다. 릴리는 그런 일은 없었다고 부인하고 니나가 자신에 대해 환상을 품고 있다고 비웃는다. 니나는 릴리가 자신을 대체하려 한다고 확신한다. 특히 토마스가 릴리를 자신의 대역으로 만들었다는 것을 알게 된 후 더욱 그렇다. 니나의 신비한 부상과 환각은 더욱 심해져 자신이 오딜로 변하고 있다고 믿는 사건으로 이어진다. 에리카는 니나의 안녕에 대해 걱정하고 개막일 공연을 막으려 한다.
어머니와 몸싸움 끝에 니나는 극장에 도착하고, 니나가 결석했기 때문에 릴리가 오데트 역으로 무대에 오를 준비를 하는 것을 발견한다. 니나는 토마스를 설득하여 자신의 역할을 되찾는다. 발레 2막이 끝날 무렵, 니나는 환각에 정신이 팔려 댄스 리프트 중 균형을 잃고 지그프리트 왕자가 그녀를 떨어뜨려 토마스를 격분시킨다. 니나는 분장실로 돌아가 릴리가 오딜을 연기할 준비를 하는 것을 발견한다. 그녀는 릴리를 추궁하고 릴리는 니나의 도펠겡어로 변하는 것처럼 보인다. 둘은 싸우다 거울을 깬다. 니나는 유리 조각으로 자신의 도펠겡어를 찔러 죽이고 환상을 깨뜨린다. 니나는 릴리의 시체를 숨기고 무대에 오른다. 그녀는 오딜 역으로 완벽하게 춤을 추고 팔에 깃털이 돋아나며 검은 백조로 변하기 시작한다. 관객들의 기립 박수 속에서 니나는 토마스에게 열정적인 키스를 하며 놀라게 한다.
분장실에서 니나는 오데트 튀튀와 백조 화장을 다시 하지만, 니나의 공연을 축하해 주는 릴리에 의해 방해받는다. 니나는 거울은 여전히 깨져 있지만, 시체를 포함하여 칼에 찔린 다른 모든 증거는 사라졌다는 것을 알게 된다. 그녀는 아래를 내려다보고 복부에서 유리 조각을 뽑아내며 자신이 릴리가 아니라 자신을 찔렀다는 것을 깨닫는다. 부상에도 불구하고 그녀는 의상에 피가 점차 스며드는 채로 발레의 마지막 막을 춤춘다. 쇼는 오데트가 절벽에서 몸을 던지는 것을 시뮬레이션하기 위해 세트장에서 숨겨진 매트리스 위로 점프하는 것으로 끝난다. 모두가 우레와 같은 박수 갈채를 보내는 동안 토마스, 릴리 및 다른 무용수들은 무대 뒤에서 니나를 축하하기 위해 모인다. 토마스는 결국 니나가 피를 흘리는 것을 알아차리고 도움을 요청하며 니나에게 무슨 일이 있었는지 묻는다. 니나는 침착하게 대답한다. "느꼈어요. 완벽했어요. 전 완벽했어요." 화면이 하얗게 바래진다.

## 출연
- 나탈리 포트만 - 니나 세이어스 / 백조
- 밀라 쿠니스 - 릴리 / 흑조
- 뱅상 카셀 - 토마스 리로이
- 바버라 허시 - 에리카
- 위노나 라이더 - 베스